# Säsån
Säsån bildar ett mindre avrinningsområde (38 kvadratkilometer) som rinner till Österdalälven nedströms Spjutmo i Säs. Säs återfinns 12 kilometer norr om Mora efter Älvdalsvägen (Riksväg 70). Genomsnittligt årsflöde cirka 400 liter i sekunden.